# 布羅莫·滕格爾·塞梅魯國家公園
布羅莫·滕格爾·塞梅魯國家公園是印尼的國家公園，位於東爪哇省，成立於1982年10月14日，面積503平方公里，每年平均降雨量1,933毫米，有松雀鷹、綠孔雀、鬣鹿、食蟹獼猴、紋貓、爪哇豹等哺乳類動物棲息。

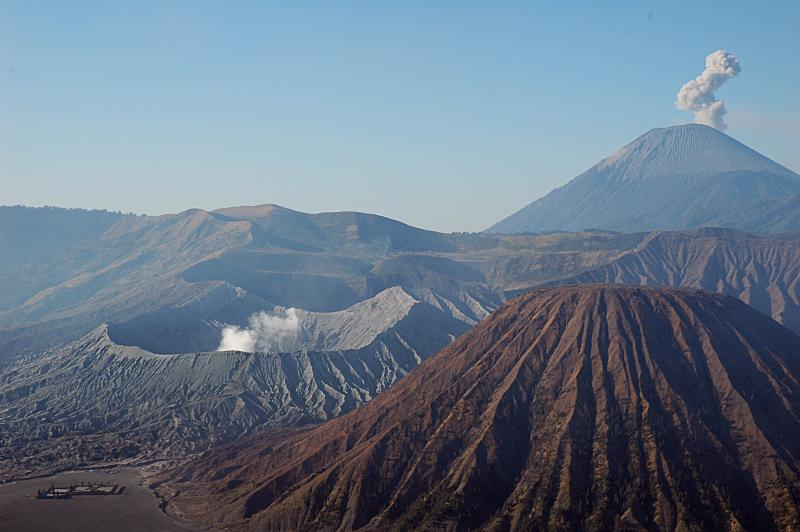

8°1′S 112°55′E / 8.017°S 112.917°E